# 14572 Armando
14572 Armando (1998 QX54) là một tiểu hành tinh vành đai chính.